# Ostedes inermis
Ostedes inermis är en skalbaggsart. Ostedes inermis ingår i släktet Ostedes och familjen långhorningar.

## Underarter
Arten delas in i följande underarter:
- O. i. inermis
- O. i. dwabina
- O. i. densepunctatus